# 2007 год в шахматах

## Турниры

### Личные
| Турнир                                    | Дата                   | Σ  | Победитель           |
| ----------------------------------------- | ---------------------- | -- | -------------------- |
| Вейк-ан-Зее 2007                          | 12—28 января           | 14 |                      |
| 67-й чемпионат Армении                    | 16—27 января           | 12 | Асрян, Карен         |
| Морелия — Линарес 2007                    |                        | 8  | Вишванатан Ананд     |
| София 2007                                | 9—20 мая               | 6  | Топалов, Веселин     |
| Претендентские матчи чемпионата мира 2007 | 26—14 июня             |    |                      |
| Форос 2007                                | 17—30 июня             | 12 | Иванчук, Василий     |
| Монреаль 2007                             | 19—28 июля             | 10 | Иванчук, Василий     |
| Биль 2007                                 | 21 июля — 2 августа    | 10 |                      |
| Чемпионат Франции 2007                    | 13—25 августа          | 12 | Владислав Ткачёв     |
| Карлсбад 2007                             | 7—15 сентября          | 8  |                      |
| Чемпионат мира 2007                       | 13—29 сентября         | 8  | Вишванатан Ананд     |
| Кубок мира 2007                           | 23 ноября — 16 декабря |    | Камский, Гата        |
| Суперфинал чемпионата России 2007         | 17—30 декабря          | 12 | Морозевич, Александр |

### Командные
| Турнир                                | Дата      | Σ  | Победитель |
| ------------------------------------- | --------- | -- | ---------- |
| Женский командный чемпионат мира 2007 | 19—30 мая | 10 | Китай      |

## Эло (топ-10)
| Шахматист            | Страна      | 01.2017 | 04.2017 | 07.2017 | 10.2017 |
| -------------------- | ----------- | ------- | ------- | ------- | ------- |
| Топалов, Веселин     | Болгария    | 2783    | 2772    | 2769    | 2769    |
| Ананд, Вишванатан    | Индия       | 2779    | 2786    | 2792    | 2801    |
| Крамник, Владимир    | Россия      | 2766    | 2772    | 2769    | 2785    |
| Мамедьяров, Шахрияр  | Азербайджан | 2754    | 2757    | 2757    | 2752    |
| Иванчук, Василий     | Украина     | 2750    |         | 2762    | 2787    |
| Леко, Петер          | Венгрия     | 2749    | 2738    | 2751    | 2755    |
| Аронян, Левон        | Армения     | 2744    | 2759    | 2750    | 2741    |
| Морозевич, Александр | Россия      | 2741    | 2762    | 2758    | 2755    |
| Адамс, Майкл         | Англия      | 2735    | 2734    |         |         |
| Гельфанд, Борис      | Израиль     | 2733    |         |         |         |
| Свидлер, Пётр        | Россия      |         | 2736    | 2735    |         |
| Раджабов, Теймур     | Азербайджан |         | 2747    | 2746    | 2742    |
| Яковенко, Дмитрий    | Россия      |         |         | 2735    |         |
| Широв, Алексей       | Испания     |         |         | 2735    | 2739    |

## Новые гроссмейстеры
| Шахматист                          | Страна               |
| ---------------------------------- | -------------------- |
| Аббасов, Фарид Ханлар оглы         | Азербайджан          |
| Айрапетян, Юрий Рачикович          | Украина              |
| Аль-Ракиб, Абдулла                 | Бангладеш            |
| Андрейкин, Дмитрий Владимирович    | Россия               |
| Бахманн, Аксель                    | Парагвай             |
| Береску, Алин                      | Румыния              |
| Биндрих, Фалько                    | Германия             |
| Бркич, Анте                        | Хорватия             |
| Буман, Райнер                      | Германия             |
| Бутнорюс, Альгимантас Ионович      | Литва                |
| Васкес Игарса, Реньер              | Испания              |
| Величка, Петр                      | Чехия                |
| Витюгов, Никита Кириллович         | Россия               |
| Гита Нараянан Гопал                | Индия                |
| Джонс, Гавейн                      | Англия               |
| Дзюба, Марцин                      | Польша               |
| Жигалко, Сергей Александрович      | Беларусь             |
| Жьяну, Влад-Кристьян               | Румыния              |
| Захарцов, Вячеслав Владимирович    | Россия               |
| Ильин, Артём Ильич                 | Россия               |
| Йованич, Огнен                     | Хорватия             |
| Карлссон, Понтус                   | Швеция               |
| Каруана, Фабиано                   | Италия               |
| Каспаров, Сергей Владимирович      | Беларусь             |
| Киселёв, Виталий Юрьевич           | Россия               |
| Кокарев, Дмитрий Николаевич        | Россия               |
| Кононенко, Дмитрий Александрович   | Украина              |
| Краай, Джесси                      | США                  |
| Крапивин, Александр                | Россия               |
| Лагно, Екатерина Александровна     | Украина              |
| Лайло, Дарвин                      | Филиппины            |
| Лайтхайм, Борко                    | Сербия               |
| Ленич, Лука                        | Словения             |
| Ли Чао                             | Китай                |
| Лопес Мартинес, Жозеп Мануэль      | Испания              |
| Лысый, Игорь Ильич                 | Россия               |
| Мазе, Себастьян                    | Франция              |
| Майер, Георг                       | Германия             |
| Майоров, Никита                    | Беларусь             |
| Малетин, Павел Сергеевич           | Россия               |
| Манолаке, Марьюс                   | Румыния              |
| Маркош, Ян                         | Словения             |
| Матюшин, Геннадий Олегович         | Украина              |
| Махджоб, Мортеза                   | Иран                 |
| Непомнящий, Ян Александрович       | Россия               |
| Огор, Якоб                         |                      |
| Омс Пальисе, Жозеп                 |                      |
| Панарин, Михаил Михайлович         | Россия               |
| Паунович, Драган                   | Сербия               |
| Пашикян, Арман Владимирович        | Армения              |
| Петков, Владимир                   | Болгария             |
| Полцин, Райнер                     | Германия             |
| Попов, Иван Владимирович           | Россия               |
| Попович, Душан                     | Сербия               |
| Рахманов, Александр Андреевич      | Россия               |
| Ризук, Аймен                       | Алжир                |
| Родригес Герреро, Энрике           | Испания              |
| Родштейн, Максим Эдуардович        | Израиль              |
| Романов, Евгений Анатольевич       | Россия               |
| Савченко, Борис Владимирович       | Россия               |
| Самбрана, Освальдо                 | Боливия              |
| Санто-Роман, Марк                  | Франция              |
| Сергеев, Владимир                  | Украина              |
| Скачков, Павел Валерьевич          | Россия               |
| Скорченко, Дмитрий Викторович      | Россия               |
| Солодовниченко, Юрий Владиславович | Украина              |
| Стоянович, Михайло                 | Сербия               |
| Сюй Юйхуа                          | Китай                |
| Тетерев, Виталий Анатольевич       | Беларусь             |
| Тухаев, Адам Русланович            | Украина              |
| Феллер, Себастьян                  | Франция              |
| Ферчец, Ненад                      | Хорватия             |
| Фиер, Александр                    | Бразилия             |
| Фрольянов, Дмитрий Анатольевич     | Россия               |
| Хайруллин, Ильдар Амирович         | Россия               |
| Хаслингер, Стюарт                  | Англия               |
| Хауэлл, Дейвид                     | Англия               |
| Хединн Стейнгримссон               | Исландия             |
| Хера, Имре                         | Венгрия              |
| Хрущёв, Алексей Степанович         | Молдова              |
| Цвек, Роберт                       | Чехия                |
| Шарич, Анте                        | Хорватия             |
| Шарич, Ибро                        | Босния и Герцеговина |
| Шишкин, Вадим                      | Украина              |
| Эгорд, Лейф                        | Норвегия             |
| Эрдёш, Виктор                      | Венгрия              |
| Эрнандес Карменатес, Ольден        | Куба                 |
| Эрнст, Сипке                       | Нидерланды           |

## Трансфер
| Шахматист                      | Откуда    | Куда           |
| ------------------------------ | --------- | -------------- |
| Ефимов, Игорь Борисович        | Италия    | Монако         |
| Зозуля, Анна Владимировна      | Украина   | Бельгия        |
| Лазарев, Владимир              | Россия    | Франция        |
| Малахатько, Вадим Владимирович | Украина   | Бельгия        |
| Омс Пальисе, Жозеп             | Андорра   | Испания        |
| Раусис, Игорь                  | Бангладеш | Чехия          |
| Сермек, Дражен                 | Словения  | Хорватия       |
| Фридман, Даниэль               | Латвия    | Германия       |
| Чандлер, Марри                 | Англия    | Новая Зеландия |
| Чжан Чжун                      | Китай     | Сингапур       |
| Штрауб, Наталья                | Украина   | Германия       |
| Щекачёв, Андрей                | Россия    | Франция        |

## Умерли
- Алайков, Венелин (18 февраля 1933 — 13 февраля 2007)
- Витковский, Стефан (27 сентября 1931 — 24 октября 2007)
- Йоханнессен, Свейн (17 октября 1937 — 27 ноября 2007)
- Немет, Иван (14 апреля 1943 — 16 декабря 2007)
- Новарра, Вальтрауд (14 ноября 1940 — 27 октября 2007)
- Рошаль, Александр Борисович (26 августа 1936 — 21 мая 2007)
- Сорокин, Максим Ильич (22 января 1968 — 30 июня 2007)
- Хемскерк, Фенни (3 декабря 1919 — 8 июня 2007)